# Gerry Weber Open 2001
Gerry Weber Open 2001 — тенісний турнір, що проходив на трав'яних кортах у місті Галле, Німеччина з 11 червня. Належав до категорії ATP International Series.

## Фінальна частина

### Одиночний розряд
Томас Юганссон —  Фабріс Санторо 6–3, 6–7(5–7), 6–2

### Парний розряд
Деніел Нестор /  Сендон Столл —  Максим Мирний /  Патрік Рафтер 6–4, 6–7(5–7), 6–1